# Невесты Фу Манчу
«Невесты Фу Манчу» (англ. The Brides of Fu Manchu) — фантастический британско-немецкий триллер 1966 года о Фу Манчу по роману Сакса Ромера.

## Сюжет
Доктор Фу Манчу поглощен идеей мирового господства. Он похищает дочерей известных учёных, но вместо выкупа требует, чтобы родители помогли ему в создании смертоносного луча, с помощью которого он намерен захватить весь мир. Злодею снова противостоит комиссар Скотланд-Ярда Нейланд Смит.

## В ролях
| Актёр                  | Роль                     |
| ---------------------- | ------------------------ |
| Кристофер Ли           | Фу Манчу                 |
| Дуглас Уилмер          | Нейланд Смит             |
| Хайнц Драхе            | Франц Баумер             |
| Мари Верзин            | Мари Ленц                |
| Говард Мэрион-Кроуфорд | доктор Петри             |
| Тсаи Чин               | Лин Тан                  |
| Руперт Дэвис           | Жюль Мерлин              |
| Кеннет Фортескью       | сержант Спайсер          |
| сержант Спайсер        | Отто Ленц                |
| Роже Анен              | инспектор Пьер Гримальди |
| Харальд Лейпниц        | Никки Шелдон             |
| Кэрол Грей             | Мишель Мерлин            |
| Берт Квук              | Фен                      |

## Ссылка
- «Невесты Фу Манчу» (англ.) на сайте Internet Movie Database
- 90836 Невесты Фу Манчу (англ.) на сайте AllMovie